# Сінтай (місто)
Сінтай (кит. 邢台, піньїнь: Xíngtái) — міська округа (префектура) в провінції Хебей КНР.

## Клімат
Місто знаходиться у зоні, котра характеризується кліматом помірних степів. Найтепліший місяць — липень із середньою температурою 25.6 °C (78 °F). Найхолодніший місяць — січень, із середньою температурою -2.2 °С (28 °F).
| Клімат Сінтая           | Клімат Сінтая | Клімат Сінтая | Клімат Сінтая | Клімат Сінтая | Клімат Сінтая | Клімат Сінтая | Клімат Сінтая | Клімат Сінтая | Клімат Сінтая | Клімат Сінтая | Клімат Сінтая | Клімат Сінтая | Клімат Сінтая |
| Показник                | Січ.          | Лют.          | Бер.          | Квіт.         | Трав.         | Черв.         | Лип.          | Серп.         | Вер.          | Жовт.         | Лист.         | Груд.         | Рік           |
| Середній максимум, °C   | 3             | 6             | 13            | 21            | 27            | 32            | 31            | 30            | 26            | 20            | 12            | 5             | 18            |
| Середня температура, °C | −2            | 0             | 7             | 15            | 21            | 25            | 26            | 25            | 20            | 14            | 6             | 0             | 13            |
| Середній мінімум, °C    | −7            | −4            | 1             | 8             | 14            | 19            | 22            | 21            | 15            | 8             | 1             | −5            | 7             |
| Норма опадів, мм        | 4             | 7             | 12            | 24            | 33            | 54            | 159           | 138           | 45            | 30            | 14            | 4             | 522           |
| ----------------------- | ------------- | ------------- | ------------- | ------------- | ------------- | ------------- | ------------- | ------------- | ------------- | ------------- | ------------- | ------------- | ------------- |
| Джерело: Weatherbase    |               |               |               |               |               |               |               |               |               |               |               |               |               |

## Адміністративно-територіальний поділ
Сінтай поділяється на 4 райони, 2 міста та 12 повітів:
| Карта | Карта    | Карта    | Карта            |
| --- | -------- | -------- | ---------------- |
| Сіньдоу Шахе Нейцю Ліньчен ① ② Лун'яо Женьцзе Наньхе Нінцзінь ③ ④ ⑤ Сіньхе ⑥ Вей Ліньсі Цінхе ① Сяндоу ② Байсян ③ Цзюйлу ④ Пінсян ⑤ Гуанцзун ⑥ Наньгун |          |          |                  |
| Статус | Назва    | Оригінал | Населення (2020) |
| Район | Женьцзе  | 任泽区   | 342 869          |
| Район | Наньхе   | 南和区   | 350 384          |
| Район | Сіньдоу  | 信都区   | 798 770          |
| Район | Сяндоу   | 襄都区   | 540 533          |
| Місто | Наньгун  | 南宫市   | 396 718          |
| Місто | Шахе     | 沙河市   | 500 022          |
| Повіт | Байсян   | 柏乡县   | 168 761          |
| Повіт | Вей      | 威县     | 496,230          |
| Повіт | Гуанцзун | 广宗县   | 280 603          |
| Повіт | Ліньчен  | 临城县   | 199 793          |
| Повіт | Ліньсі   | 临西县   | 326 968          |
| Повіт | Лун'яо   | 隆尧县   | 480 447          |
| Повіт | Нейцю    | 内丘县   | 258 260          |
| Повіт | Нінцзінь | 宁晋县   | 745 389          |
| Повіт | Пінсян   | 平乡县   | 323 675          |
| Повіт | Сіньхе   | 新河县   | 134 095          |
| Повіт | Цзюйлу   | 巨鹿县   | 346 007          |
| Повіт | Цінхе    | 清河县   | 421 582          |